# 正月
正月，為避秦始皇嬴政讳又称端月，是華夏曆法第一個月，一年之开端，建寅之月（虎月），孟春，律中太簇，以雨水为中气是農曆新年開始。
正月初一一般在立春附近，雨水一般在正月之內。正月处于北方的农闲季节，也是庆祝新年到来的一个月，在习俗中通常把正月初一到正月十五都称为春节。
中国傳統，正月还称为建寅、孟春、杨月、太簇、泰月、春王、新正。在日本則稱為睦月，有「和睦融融」之意。

## 主要节日
- 正月初一，春節、農曆新年、元始天尊萬壽、彌勒菩薩誕辰
- 正月初二，回娘家，香港賀歲煙花匯演
- 正月初三：澳门賀歲煙花匯演、澳门新春花车巡游
- 正月初四，接神日、天醫大帝孫真人誕辰
- 正月初五，破五節
- 正月初六，清水祖師誕辰
- 正月初七，人日（七元節）、傈僳族刀竿节
- 正月初九，玉皇上帝萬壽（天公生）
- 正月十二，五年千歲羅千歲誕辰
- 正月十三，關聖帝君飛昇紀念
- 正月十四，四川蛴蟆节
- 正月十五，元宵節（上元節）；上元天官大帝誕辰；臨水夫人陳靖姑誕辰
- 正月十七，苗族芒哥节

## 延伸阅读
[在维基数据编辑]
 《欽定古今圖書集成·曆象彙編·歲功典·孟春部》，出自陈梦雷《古今圖書集成》